# Rheinfeld

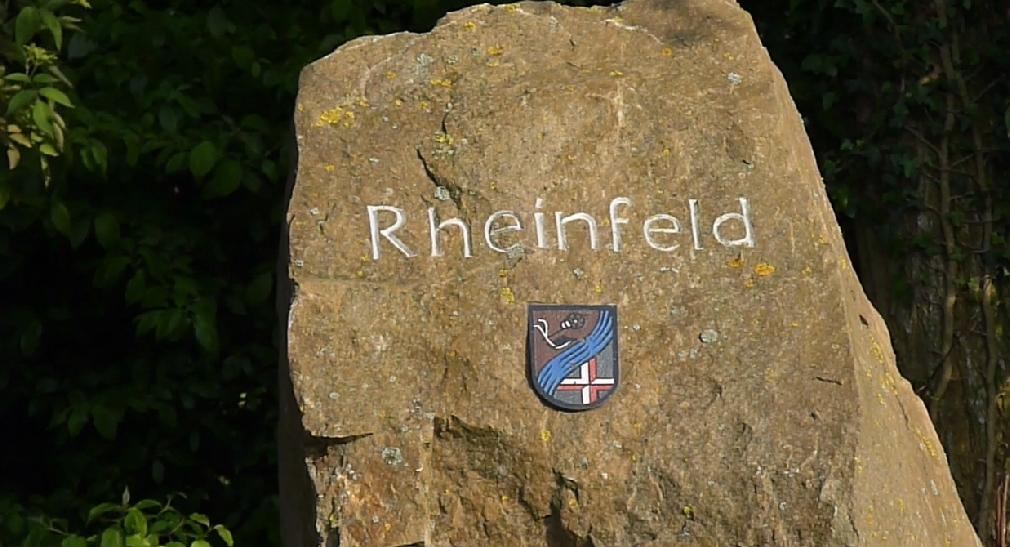
Stein am Ortseingang

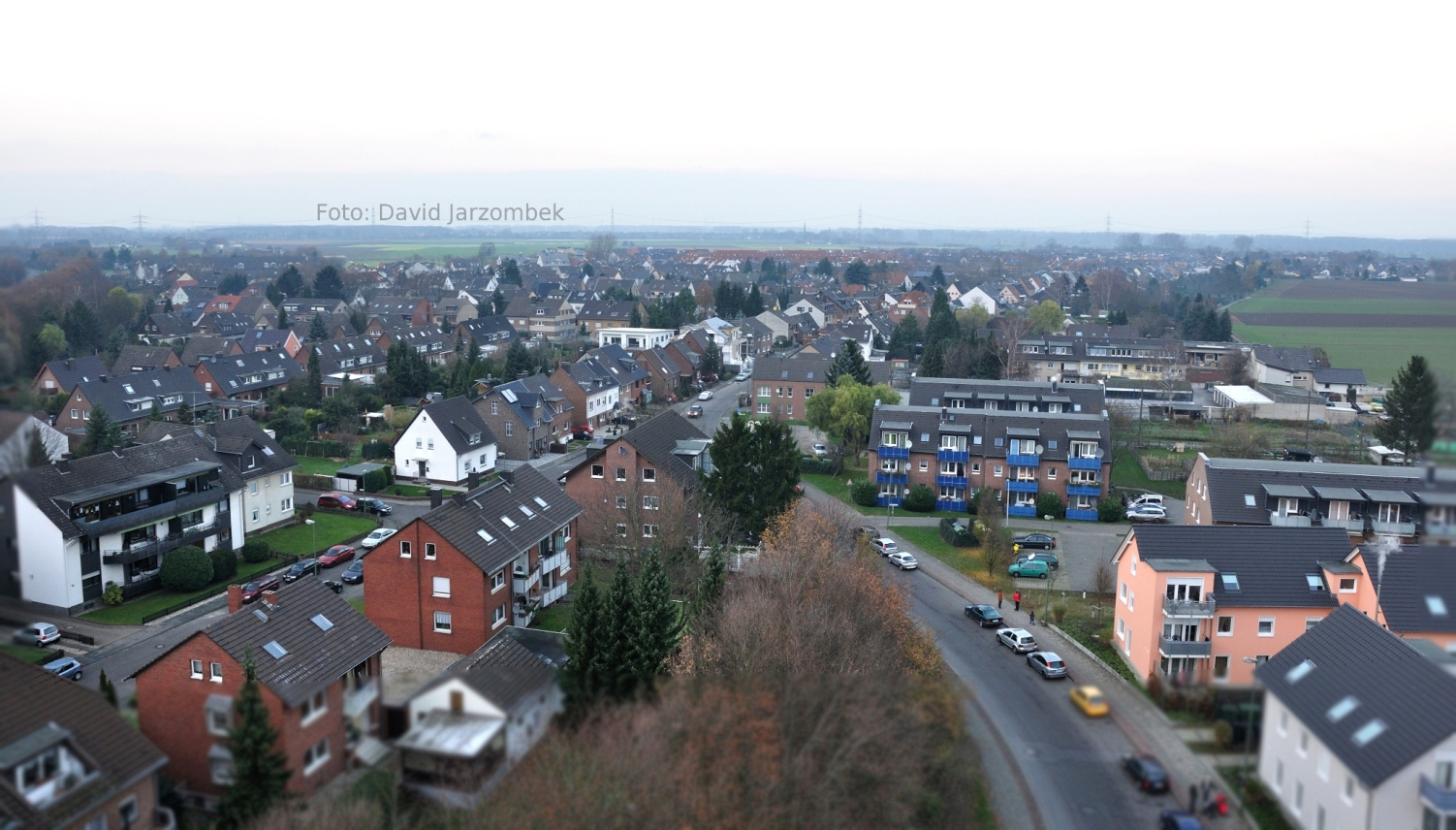
Rheinfeld von oben

Rheinfeld ist ein Ortsteil von Dormagen und hat rund 5200 Einwohner.

## Geografische Lage
Rheinfeld grenzt im Osten und Südosten an den Rhein. Im Süden ist der nächste Ort Köln-Worringen. Im Westen befindet sich der Ort Dormagen. Dabei bildet die Bundesstraße 9 die Stadtteilgrenze. Hier befand sich in der Antike und im frühen Mittelalter das Rheinbett, so dass das Gebiet des heutigen Rheinfeld ursprünglich auf dem rechten Rheinufer lag. Im Norden von Rheinfeld liegt die Feste Zons. Auch hier ist noch das alte Rheinbett gut zu erkennen, das sich südlich von Zons bzw. nördlich von Rheinfeld befindet.

## Geschichte

### Mittelalter
Der Ursprung des Ortes geht auf den Rheinfelder Hof zurück. Dieser Hof wurde im Mittelalter von einer Familie von Rynwerden bewirtschaftet. Erstmals urkundlich erwähnt wird die Burg von Rynwerde und sein Erbauer Ritter Andreas von Rynwerde im Jahr 1178. Am 12. März 1378 verkaufte Ritter Bruno von Troisdorp den Rheinfelder Hof an das Antoniterkloster zu Köln. Nach einem Pachtvertrag aus dem Jahre 1458 hatte auch die Abtei Altenberg Besitzungen in Rheinfeld. Immer wieder wurde der Ort wegen seiner Nähe zum Rhein von Hochwasser heimgesucht.

### Neuzeit
1794 wurde Rheinfeld von den Franzosen besetzt. Ab 1800 wurden auch Rheinfelder für den französischen Heeresdienst eingezogen. Seit der preußischen Zeit (1815) gehörte Rheinfeld zur Gemeinde Dormagen in der Bürgermeisterei Dormagen (seit 1928 Amt Dormagen). Im Jahre 1855 wanderten drei Familien nach Osage County im Bundesstaat Missouri in den Vereinigten Staaten aus. 1898 erhielt der Ort eine Dorfschule. Rheinfeld blieb landwirtschaftlich geprägt und die Einwohnerzahl wuchs kaum. Beim Neujahrshochwasser 1925/26 wurde Rheinfeld überflutet. Die meisten Einwohner und das Vieh wurden nach Dormagen evakuiert. Ab 1968 begann die Erschließung eines neuen Baugebietes, wodurch sich die Einwohnerzahlen erheblich erhöhten. Nach 1990 erlebte Rheinfeld nochmals eine erhebliche Erweiterung durch eine neue Bebauung, so dass sich die Einwohnerzahl in wenigen Jahren fast verdoppelte.

### Bevölkerungsentwicklung
| Bevölkerungsentwicklung |               |  |      |               |  |      |               |
| Jahr                    | Einwohnerzahl |  | Jahr | Einwohnerzahl |  | Jahr | Einwohnerzahl |
| 1801                    | 104           |  | 1849 | 213           |  | 1912 | 231           |
| 1959                    | 243           |  | 1960 | 295           |  | 1961 | 306           |
| 1970                    | 2.532         |  | 1971 | 2.780         |  | 1983 | 2.937         |
| 1991                    | 3.479         |  | 2005 | 5.400         |  | 2006 | 5.367         |
| 2010                    | 5.353         |  | 2014 | 5.286         |  | 2017 | 5.272         |
| 2021                    | 5.184         |  |      |               |  |      |               |

### Brauchtum und Vereine
Die Brauchtumspflege hat sich der Heimatverein Rheinfeld, der 1982 gegründet wurde, auf die Fahne geschrieben. Jedes Jahr im Mai findet auf dem Platz „Zu den Maieichen“ das Heimat- und Frühlingsfest statt, bei dem das Maikönigspaar vorgestellt wird. Im Oktober veranstaltet der HVR auf dem Schulhof der Regenbogenschule-Rheinfeld ein Erntedankfest.
Außerdem beteiligen sich die Rheinfelder aktiv sowohl am Karnevalsumzug in Dormagen mit eigener Gruppe und Wagen als auch als Mitglieder des Bürger-Schützen-Verein Dormagen e. V. von 1867. Der Schützenplatz von Dormagen befindet sich in Rheinfeld an der Walhovener Straße. Das Höhenfeuerwerk am Samstag des Dormagener Schützenfestes (rund um den vierten Juni-Sonntag) kann von einigen Stellen in Rheinfeld verfolgt werden.
Der Löschzug Mitte der Feuerwehr Dormagen liegt in Rheinfeld an der Rheinfelder Straße.

## Infrastruktur

### Bildung
- Familienzentrum „Farbenplanet“ der Stadt Dormagen mit ca. 160 Kindern[4]
- Kindertagesstätte des Evangelischen Sozialwerks Dormagen mit ca. 70 Kindern (im Bau)[5]
- Großtagespflege an der Rheinfelder Straße
- Grundschule Regenbogenschule

### Freizeit
Rheinfeld verfügt über mehrere Spiel- und Freizeitmöglichkeiten.
An der Walhovener Straße liegt ein Bolzplatz mit Toren, Basketballkörben und Tischtennisplatte, der zu einem überdachten Multifunktionsplatz ausgebaut wird.
Im Ort befinden sich viele Spielplatz fußläufig für Kinder, die größten Spielplätze befinden sich an der Kamillenstraße und am Dammweg.
Richtung Haus Piwipp liegt ein offen zugänglicher und kostenloser Grillplatz.
Die VHS Dormagen bietet in der Turnhalle der Regenbogenschule Baby- und Kinderturnen an.

### Landwirtschaft
Rheinfeld war bis in die 1960er Jahre ein sehr von Landwirtschaft geprägtes Dorf. Die großen Hofanlagen Rheinfelder Hof, Margarethenhof, Weidenpescher Hof und Sandhof dominierten den Ort seit dem Mittelalter und der frühen Neuzeit. Mitte des 19. Jahrhunderts kamen weitere mittlere landwirtschaftliche Betriebe hinzu. Inzwischen gibt es nur noch wenige landwirtschaftliche Betriebe im Ort. Der Rheinfelder Hof verfügt über einen Hofladen. Der Weidenpescher Hof stellte vor Jahren von Bullenmast auf einen modernen Reitbetrieb um.

### Gastronomie und Einzelhandel
Rheinfeld verfügt über mehrere gastronomische Betriebe:
- Haus Piwipp (gut bürgerlich mit Beachbar)[7]
- Haus Dick (gut bürgerlich)
- Stratos (international)
- Bei d’r Tant (gut bürgerlich)

Zudem wird im Vereinsheim „Ahl Schull“ ein wöchentlicher Mittagstisch für Senioren angeboten, der wechselnde Hauptgerichte, Desserts und Getränke umfasst.
Im Ort existiert eine Lidl-Filiale, die in den nächsten Jahren erweitert und modernisiert werden soll.
Seit 2022 bestehen an der Bürger-Schützen-Allee neue Räumlichkeiten der Dormagener Tafel.

### Sondermülldeponie
1976 wurde am Rheindeich eine Sondermülldeponie der Bayer AG errichtet. Sie umfasst 33 Hektar Fläche.

### Mobilität

#### Fußgänger und Radfahrer
Über eine reine Fußgänger- und Radfahrbrücke am Ende der Straße Im Winkel kann die Dormagener Innenstadt auf kurzem Wege erreicht werden.
Die Rheinauen, insbesondere der Leinpfad zwischen Haus Piwipp und Zons, laden zum spazieren gehen ein.
Über die autofreie Wiesenstraße ist die Zonser Altstadt in 1,5 Kilometern erreichbar.

#### Buslinien
Über folgende Linien kann Rheinfeld erreicht werden:
- 886/887 – aus Richtung Nievenheim Bf über Marktplatz und Dormagen Bf
- WE3/NE3 – aus Richtung Hackenbroich über Marktplatz und Dormagen Bf

Rheinfeld wurde seit ca. 1960 von einer Buslinie der Kraftpost angefahren. Diese Linie wurde später vom Busverkehr Rheinland übernommen und mittlerweile eingestellt. So war in Rheinfeld lange Zeit die Endstelle der Linie 873 Neuss-Rheinfeld über Reuschenberg, Speck, Neukirchen, Gohr, Nievenheim, Horrem, Dormagen.

#### Rheinfähren
Rheinfeld besaß zwei Rheinfähren, von denen eine seit einigen Jahren wieder genutzt werden kann:
- Eine Personenfähre zwischen der Piwipp[11] und Monheim am Rhein. Diese Fähre bestand schon 1566 und befand sich bis 1922 auf dem Gebiet der Bürgermeisterei Worringen. Der Fährbetrieb der Fähre Piwipp-Monheim wurde 1977 eingestellt und im Jahr 2012 als reine Personenfähre „Piwipper Böötchen“ an Wochenenden und an Feiertagen während der Sommersaison wieder aufgenommen.[12]

- Eine weitere nördlichere Personenfähre bestand zwischen dem Rheinfelder Weg (Krems-Jass), der von Rheinfeld kam und Monheim-Baumberg. Diese zweite Personenfähre wurde 1725 erstmals erwähnt und wurde nach dem Zweiten Weltkrieg 1946 aufgegeben. Von 1950 bis 1956 wurde eine neue Motorfähre eingeführt. Die Fährleute betrieben ihre Fähre von Baumberg aus.[13]

### Medien
- Westdeutsche Zeitung Düsseldorf, Lokalredaktion Kreis Neuss – regionale Tageszeitung, Verlag W. Girardet KG
- Neuss-Grevenbroicher-Zeitung – regionale Tageszeitung, Neusser Zeitungsverlag GmbH, Kopfblatt der Rheinischen Post
- Kölner Stadt-Anzeiger, Lokalredaktion Rhein-Erft
- Schaufenster und Rheinischer Anzeiger (Fips) – lokales Anzeigenblatt (gemeinsame Ausgabe samstags), Neusser Druckerei und Verlag GmbH
- NEWS89.4 – lokaler Radiosender, zu Neusser Druckerei und Verlag GmbH gehörig

## Persönlichkeiten
- Ferdinand Breuer (1870–1946); Spezialist für Chirurgie und Frauenleiden, Chefarzt am Antonius-Hospital in Köln-Bayenthal, Praxis im Kölner Severinviertel – als volkstümlicher Arzt wurde er „Dr. Zweistuhl“ genannt. Er war Besitzer des Groß-Ganshofes in Binsfeld, Besitzer des Rheinfelder Hofes, Margarethenhofes und des Sandhofes in Dormagen-Rheinfeld. 1973 wurde die Faulgasse in Binsfeld in Dr.-Breuer-Straße umbenannt.
- August Liessem (1883–1951), preußischer Landrat im Kreis Daun
- Kai Weber, Fraktionsvorsitzender der CDU Dormagen
- Maik Meuser (* 12. Juli 1976 in Köln), mittlerweile wohnhaft in Rheinfeld, Fernseh-Moderator bei RTL[14]
- Erik Lierenfeld, seit 2014 Bürgermeister der Stadt Dormagen
- Sarah Voss (* 21. Oktober 1999), Olympionikin 2021[15] und mehrfache deutsche Turn-Meisterin[16]